# استرجاع إبداعي
يحدث الاسترجاع الإبداعي (أو الذاكرة الخفية او التذكر الخبيء) عندما تعود الذاكرة المنسية دون أن يتعرف عليها الشخص المعني، الذي يعتقد بأنها شيء جديد وأصلي. وبالتالي فهو لا يتذكر بأنه ولد فكرة أو لحن أو اسم أو نكتة، بل يعتبرها مصدر إلهام جديد.
في التفكير الإبداعي تبدو الأفكار المختزنة من الخبرات السابقة وكأنها غير مستمدة منها